# Storckensohn
Storckensohn là một xã trong tỉnh Haut-Rhin, vùng Grand Est ở đông bắc Pháp. Xã này có diện tích 5,1 km², dân số năm 1999 là 250 người. Khu vực này có độ cao 509 mét trên mực nước biển.